# Атыкан (остров)
Атыка́н — остров на северо-востоке Охотского моря в южной части залива Шелихова в Магаданской области. Второй по величине в составе Ямских островов.

## Топоним
Согласно Топонимическому словарю Северо-Востока СССР, название Атыӄан происходит от эвенского «старуха», «бабушка».

## География
Представляет собой уменьшенную копию острова Матыкиль. Скалистый островершинный кряж выступает из воды отвесными стенками и крутыми осыпями. Осевой гребень ориентирован с северо-запада на юго-восток, склоны покрыты злаковыми и мохово-разнотравными сообществами. На южной оконечности острова есть глубокий, просторный грот, вблизи которого установлен автоматический маяк. Высадка с моря на остров весьма опасна, пляжей практически нет.
Расположен примерно в 17,2 километрах восточнее полуострова Пьягина и залива Удача. В 11 километрах западнее находится ещё один остров из Ямских — Баран. Высадка на Атыкан практически невозможна.
Наибольшая высота — 384 метра. Глубины прилегающей акватории — 67—70 метров.
На острове гнездится около 15 000 пар глупышей, 4000 пар моевок, 25 000 пар толстоклювых и тонкоклювых кайр. Входит в состав Ямского участка Магаданского заповедника.